# Mindre slånveckmal
Mindre slånveckmal (Parornix finitimella) är en fjärilsart som först beskrevs av Philipp Christoph Zeller 1850.  Mindre slånveckmal ingår i släktet Parornix och familjen styltmalar.
Artens utbredningsområde är:
- Österrike.
- Belgien.
- Luxemburg.
- Belarus.
- Bulgarien.
- Tjeckien.
- Slovakien.
- Danmark.
- Finland.
- Frankrike.
- Tyskland.
- Grekland.
- Ungern.
- Italien.
- Kazakstan.
- Nederländerna.
- Polen.
- Rumänien.
- Sverige.
- Schweiz.
- Turkiet.
- Moldavien.
- Ukraina.
- Serbien.

Enligt den finländska rödlistan är arten starkt hotad i Finland. Arten är reproducerande i Sverige. Artens livsmiljö är hagmarker och lövängar. Inga underarter finns listade i Catalogue of Life.